# Jutta Scheicht

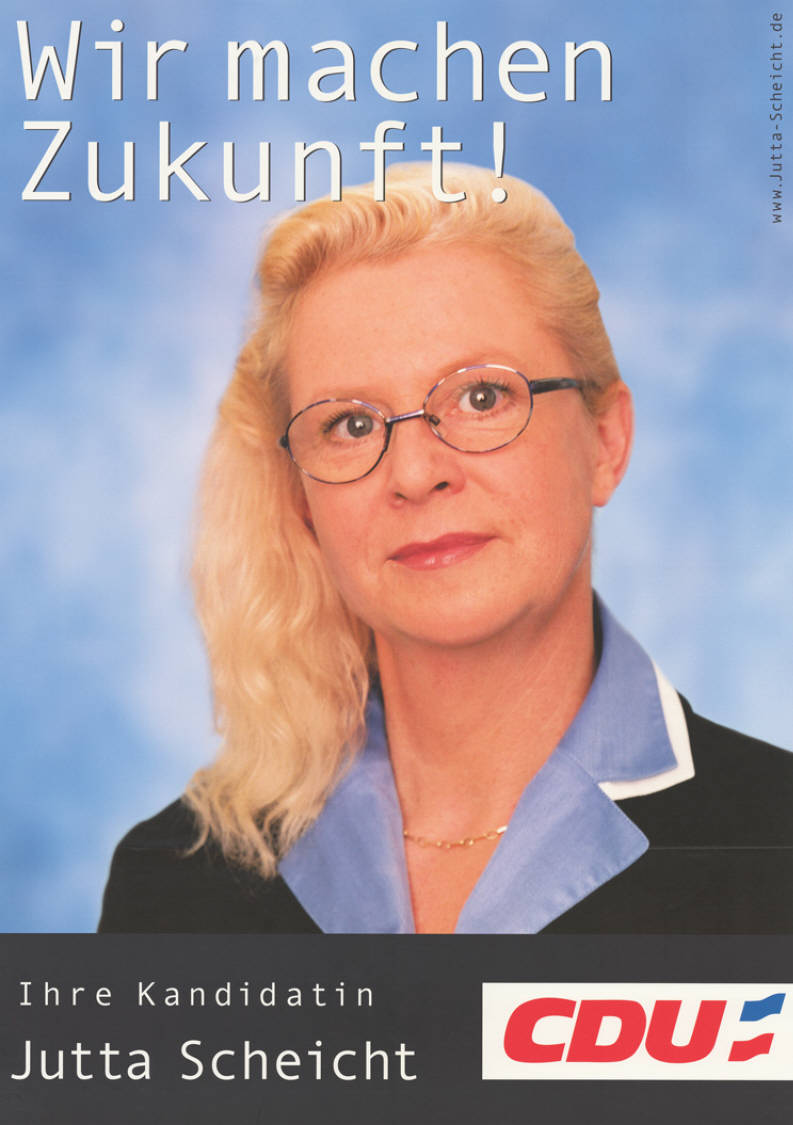
Jutta Scheicht auf einem Landtagswahlplakat 2000

Jutta Scheicht (geborene Karberg; * 27. August 1953 in Lübeck) ist eine deutsche Politikerin (CDU).

## Leben und Beruf
Jutta Scheicht absolvierte eine Ausbildung zur Floristin und war danach 15 Jahre in ihrem erlernten Beruf in Lübeck tätig. Nach dem Tod ihres Vaters 1990 übernahm sie gemeinsam mit ihrem Mann die Fortführung des elterlichen Fuhr- und Abbruchbetriebes.
Jutta Scheicht ist verheiratet und hat einen Sohn.

## Abgeordnete
Sie gehörte von 1998 bis 2000 der Bürgerschaft der Hansestadt Lübeck an.
Von 2000 bis 2005 war Jutta Scheicht erstmals Mitglied des Landtages von Schleswig-Holstein. Am 23. Juli 2008 rückte sie für die verstorbene Abgeordnete Monika Schwalm in den Landtag nach.
Jutta Scheicht zog stets über die Landesliste in den Landtag ein.